# Острувек (Іновроцлавський повіт)
Острувек (пол. Ostrówek, нім. Oberwerth) — село в Польщі, у гміні Крушвиця Іновроцлавського повіту Куявсько-Поморського воєводства.
Населення — 102 особи (2011).
У 1975-1998 роках село належало до Бидгощського воєводства.

## Демографія
Демографічна структура станом на 31 березня 2011 року:
|          | Загалом | Допрацездатний вік | Працездатний вік | Постпрацездатний вік |
| -------- | ------- | ------------------ | ---------------- | -------------------- |
| Чоловіки | 57      | 8                  | 42               | 7                    |
| Жінки    | 45      | 5                  | 27               | 13                   |
| Разом    | 102     | 13                 | 69               | 20                   |